# Corvus tasmanicus
Quạ rừng Tasmania (danh pháp khoa học: Corvus tasmanicus) là một loài chim trong họ Corvidae. Quạn rừng Tasmania là loài bản địa Tasmania và một phần của miền nam Victoria, chẳng hạn như Wilsons Promontory và Portland. Các quần thể cũng được tìm thấy ở các vùng của New South Wales, bao gồm Dorrigo và Armidale. Với chiều dài 50–53 cm (20–21 in), loài quạ này có bộ lông, mỏ và chân toàn màu đen. Cũng như hai loài quạ khác ở Úc, lông đen của nó có gốc lông màu xám. Con trưởng thành có tròng trắng; những con chim non hơn có màu nâu sẫm và sau đó là tròng mắt màu lục nhạt với viền bên trong màu xanh lam. Các quần thể ở New South Wales được công nhận là một phân loài riêng biệt C. tasmanicus boreus, nhưng dường như được lồng ghép trong phân loài Tasmania về mặt di truyền.